# 土屋元
土屋 元（つちや はじめ、1949年（昭和24年）1月1日 - 2022年（令和4年）7月12日）は、日本の政治家。千葉県勝浦市長（1期）。元勝浦市議会議員（4期）。

## 来歴
千葉県勝浦市墨名に生まれ育つ。千葉県立一宮商業高等学校、専修大学法学部卒業。東急不動産に勤務。ゴルフ場やホテル開発を担当し、勝浦東急ゴルフコース総支配人を務めた。
2003年（平成15年）、勝浦市議会議員に初当選。2015年（平成27年）に4期目の当選。
2019年（平成31年）3月22日、任期満了に伴う勝浦市長選挙に立候補する意向を表明した。同年（令和元年）7月7日に行われた市長選挙で、自民党・公明党の推薦を得た現職の猿田寿男を破り初当選を果たした。7月31日、市長就任。
※当日有権者数：15,483人 最終投票率：61.65%（前回比：pts）
| 候補者名 | 年齢 | 所属党派 | 新旧別 | 得票数  | 得票率 | 推薦・支持             |
| -------- | ---- | -------- | ------ | ------- | ------ | ---------------------- |
| 土屋元   | 70   | 無所属   | 新     | 5,349票 | 56.46% |                        |
| 猿田寿男 | 70   | 無所属   | 現     | 4,125票 | 43.54% | （推薦）自民党・公明党 |

2022年7月12日未明、胸部大動脈瘤合併症のため、入院先の鴨川市の病院で死去。73歳没。死没日付をもって従六位に叙され、旭日双光章を追贈された。
市関係者によると、同月8日から14日までの予定で持病の大動脈瘤のカテーテル手術のため入院し、同月11日に手術を受けたばかりであったという。急死に伴い、市長職務代理者として竹下正男副市長が同月13日から務めることとなった。

## 市政
- 2020年（令和2年）6月16日、新型コロナウイルス対策の財源に充てるため、自身と副市長、教育長の7月から2021年（令和3年）3月までの月額給与を30％減額する条例案を市議会定例会に提出した[9]。同日、同条例案は可決された[10]。
- 新型コロナウイルスの流行初期に、中華人民共和国・武漢市からの帰国者を同市内のホテル三日月が受け入れたことに際し、一部市民から反発が出たことに対して「人道上の理由を最優先した」と説明し市民に理解を求める文書を市内の全戸に配布する[11]など対応するとともに、国や千葉県と連携し情報共有や風評被害の防止などを求めている[12]。